# Rusk (Burnett County)
Rusk ist eine Gemeinde in Burnett County im US-Bundesstaat Wisconsin. Das U.S. Census Bureau hat bei der Volkszählung 2020 eine Einwohnerzahl von 470 ermittelt. 

## Geographie
Rusk liegt im östlichen Burnett County, westlich von Washburn County. Gemäß United States Census Bureau, hat die Stadt eine Fläche von 89,886 km², wovon 84,467 km² von Land und 5,418 km², bzw. 6,03 %, von Wasser bedeckt sind. Der Yellow River, ein Nebenfluss des St. Croix Rivers, durchfließt das Stadtgebiet von West nach Ost. Größere Seen sind Rice Lake, Benoit Lake und Lipsett Lake.

## Geschichte
Rusk wurde 1899 als Town of Rusk, eines von heute 21 Townships im Burnett County errichtet. Namenspatron war der ehemalige Gouverneur von Wisconsin Jeremiah McLain Rusk. Die Volkszählung von 1900 ergab 630 Einwohner. Haupterwerbszweige waren Milchprodukte, Getreideanbau und Holzwirtschaft.

## Umliegende Gemeinden
Rusk grenzt an Bashaw, Casey, Dewey, Evergreen, Jackson, La Follette, Sand Lake und Scott. In der Nähe liegen Chicog, Lorain, Meenon, Oakland, Roosevelt, Siren und Webb Lake.